# Joeswerd (waterschap)
Joeswerd is een voormalig waterschap in de Nederlandse provincie Groningen.
Het waterschap was gelegen aan weerszijden van de Meedenerweg van Feerwerd, in de hoek tussen het Oldehoofsch kanaal en het Aduarderdiep. De polder loosde zijn water op het Aduarderdiep door middel van drie duikers. 
Waterstaatkundig gezien ligt het gebied sinds 1995 binnen dat van het waterschap Noorderzijlvest.

## Naam
Hoewel het waterschap naar de wierde Joeswerd was genoemd, ligt deze zo'n 2 km ten zuiden van het waterschap. Bolshuizen dat wel in het gebied ligt, zou een betere naam zijn geweest.